# 百福控股
百福控股有限公司，簡稱百福控股（英語：BEST FOOD HOLDING COMPANY LIMITED，港交所：1488），於1976年由李運強和衛少琦（董事會前主席）創立名為「理文手袋廠」。
主席為趙令歡。前身為「理文手袋集團有限公司」。
現時業務在全球經營生產及銷售各種手袋類別產品，其股份則在2011年6月27日則透過理文化工有限公司分拆手袋業務，於港交所主板介紹形式上市，這次是不涉及發行新股。
2016年，理文集團賣殼，將理文手袋控股權賣給趙令歡的弘毅投資，公司易名為百福控股。
2018年6月18日百福控股斥資6億9614萬元人民幣(相當於8億3537萬港元), 收購中國新辣道魚火鍋連鎖店72%股權, 並有條件同意收購另外一成半股權, 餘下股東亦獲得認沽權
目前公司總部位於香港九龍觀塘敬業街61-63號利維大廈8樓。

## 連結
- LeeManHandbags.com （页面存档备份，存于）